# Drujni (Enem)
|  | Per a altres significats, vegeu «Drujni». |

Drujni - Дружный (rus) és un possiólok de la República d'Adiguèsia, a Rússia. Es troba a la vora esquerra de l'embassament de Xapsug, a 9 km al nord-oest de Takhtamukai i a 104 km al nord-oest de Maikop, la capital de la república.
Pertany al municipi d'Enem.